# Championnat de Polynésie française de football 2005-2006
Navigation
Saison suivante
La saison 2005-2006 du Championnat de Polynésie française de football est la cinquante-neuvième édition du championnat de première division en Polynésie française. Les neuf meilleurs clubs de Polynésie sont regroupés au sein d'une poule unique, la Ligue Mana, où ils s'affrontent deux fois au cours de la saison. Les cinq premiers jouent une deuxième phase pour déterminer le champion tandis que les quatre derniers doivent disputer une poule de relégation pour désigner les deux clubs relégués en Division 2.
C'est l'AS Pirae qui est sacré champion de Polynésie cette saison après avoir terminé en tête du classement final avec quatre points d’avance sur l'AS Tefana, tenant du titre, l'AS Temanava et l'AS Manu-Ura. C'est le septième titre de champion de Polynésie française de l’histoire du club.

## Les clubs participants
| - AS Pirae - AS Tefana - AS Aorai - Promu de D2 - AS Dragon - AS Central Sport | - AS Temanava - Promu de D2 - AS Manu-Ura - AS Tamarii Faa'a - AS Taravao AC - Promu de D2 |

## Compétition

### Première phase
Le barème utilisé pour établir le classement est le suivant :
- Victoire : 4 points
- Match nul : 2 points
- Défaite : 1 point

| Rang | Équipe           | Pts | J  | G  | N | P  | Bp | Bc | Diff |
| ---- | ---------------- | --- | -- | -- | - | -- | -- | -- | ---- |
| 1    | AS Pirae         | 52  | 16 | 11 | 3 | 2  | 45 | 17 | +28  |
| 2    | AS TemanavaP     | 51  | 16 | 11 | 2 | 3  | 36 | 16 | +20  |
| 3    | AS TefanaT       | 47  | 16 | 10 | 1 | 5  | 36 | 14 | +22  |
| 4    | AS Dragon        | 43  | 16 | 9  | 0 | 7  | 29 | 26 | +3   |
| 5    | AS Manu-Ura      | 40  | 16 | 8  | 0 | 8  | 24 | 24 | 0    |
| 6    | AS Central Sport | 39  | 16 | 7  | 2 | 7  | 30 | 28 | +2   |
| 7    | AS Tamari Faa'a  | 34  | 16 | 5  | 3 | 8  | 24 | 34 | -10  |
| 8    | AS AoraiP        | 24  | 16 | 2  | 2 | 12 | 11 | 46 | -35  |
| 9    | AS Taravao ACP   | 22  | 16 | 1  | 3 | 12 | 22 | 52 | -30  |

|  | Qualification pour la deuxième phase                 |
|  | Participation à la poule de promotion-relégation     |
|  | T : Tenant du titre P : Promu de division inférieure |

### Deuxième phase

#### Poule pour le titre
Les cinq premiers du classement s’affrontent à nouveau deux fois pour déterminer le champion. L'AS Pirae démarre la deuxième phase avec un bonus de deux points après avoir terminé en tête de la première phase.
| Rang | Équipe          | Pts | J | G | N | P | Bp | Bc | Diff |  | Résultats (▼ dom., ► ext.) | Pira | Tefa | Tema | ManU | Drag |
| ---- | --------------- | --- | - | - | - | - | -- | -- | ---- |  | -------------------------- | ---- | ---- | ---- | ---- | ---- |
| 1    | AS Pirae +2     | 24  | 8 | 4 | 2 | 2 | 17 | 6  | +11  |  | AS Pirae +2                |      | 3-1  | 0-1  | 0-0  | 2-0  |
| 2    | AS TefanaT      | 20  | 8 | 3 | 3 | 2 | 18 | 13 | +5   |  | AS TefanaT                 | 2-2  |      | 1-2  | 1-0  | 2-2  |
| 3    | AS Temanava'P'C | 20  | 8 | 3 | 3 | 2 | 9  | 6  | +3   |  | AS Temanava'P'C            | 0-1  | 2-2  |      | 1-1  | 3-0  |
| 4    | AS Manu-Ura     | 20  | 8 | 3 | 3 | 2 | 8  | 6  | +2   |  | AS Manu-Ura                | 1-0  | 1-2  | 0-0  |      | 2-1  |
| 5    | AS Dragon       | 12  | 8 | 1 | 1 | 6 | 7  | 28 | -21  |  | AS Dragon                  | 1-9  | 1-7  | 1-0  | 1-3  |      |

|  | Champion de Polynésie française 2005-2006                                                             |
|  | Qualification pour la Ligue des champions de l'OFC 2007                                               |
|  | T : Tenant du titre C : Vainqueur de la Coupe de Polynésie française P : Promu de division inférieure |

#### Poule de promotion-relégation
Les quatre derniers du classement s'affrontent deux fois pour déterminer les deux clubs relégués en Division 2. 
| Rang | Équipe           | Pts | J | G | N | P | Bp | Bc | Diff |  | Résultats (▼ dom., ► ext.) | Tama | Tara | Aora | Cent |
| ---- | ---------------- | --- | - | - | - | - | -- | -- | ---- |  | -------------------------- | ---- | ---- | ---- | ---- |
| 1    | AS Tamarii Faa'a | 19  | 6 | 4 | 1 | 1 | 11 | 6  | +5   |  | AS Tamarii Faa'a           |      | 1-0  | 1-0  | 1-1  |
| 2    | AS Taravao ACP   | 15  | 6 | 3 | 0 | 3 | 6  | 7  | -1   |  | AS Taravao ACP             | 1-3  |      | 3-0  | 1-0  |
| 3    | AS AoraiP        | 13  | 6 | 2 | 1 | 3 | 10 | 13 | -3   |  | AS AoraiP                  | 3-2  | 0-1  |      | 2-1  |
| 4    | AS Central Sport | 11  | 6 | 1 | 2 | 3 | 11 | 12 | -1   |  | AS Central Sport           | 1-3  | 3-0  | 5-5  |      |

|  | Relégation en Division 2         |
|  | P : Promu de division inférieure |

## Bilan de la saison
| Championnat de Polynésie française de football 2005-2006 |                     |
| Champion                                                 | AS Pirae (7e titre) |
| Coupes et trophées                                       |                     |
| Vainqueur de la Coupe de Polynésie française 2005-2006   | AS Temanava         |
| Qualifications continentales                             |                     |
| Ligue des champions de l'OFC 2007                        | AS Temanava         |
| Promotions et relégations                                |                     |
| Promus en Ligue Mana                                     | AS Venus            |
| Promus en Ligue Mana                                     | AS Vairao           |
| Relégués en Division 2                                   | AS Aorai            |
| Relégués en Division 2                                   | AS Central Sport    |